# ديفيد أديكولا
ديفيد أديكولا (بالإنجليزية: David Adekola) هو لاعب كرة قدم نيجيري في مركز الهجوم، ولد في 18 مايو 1968 في لاغوس في نيجيريا. شارك مع منتخب نيجيريا تحت 20 سنة لكرة القدم ومنتخب نيجيريا لكرة القدم. أما مع النوادي، فقد لعب مع برايتون أند هوف ألبيون وبيشوب ستورتفورد وبيليريكاي تاون وجوليوس بيرجر وكامبريدج يونايتد ونادي إكزتر سيتي ونادي باث سيتي ونادي بورنموث ونادي بوري ونادي سلاو تاون ونادي فيكتوريا كولن ونادي هاليفاكس تاون ونادي هيرفورد وويغان أتلتيك.

## وصلات خارجية
- ديفيد أديكولا على موقع الاتحاد الدولي (مؤرشف)  (الإنجليزية)
- ديفيد أديكولا على موقع ناشيونال فوتبول تيمز (الإنجليزية)
- ديفيد أديكولا على موقع Soccerbase.com (لاعب) (الإنجليزية)